# Томастон (Мен)
Томастон (англ. Thomaston) — місто (англ. town) в США, в окрузі Нокс штату Мен. Населення — 2739 осіб (2020).

## Демографія
Згідно з переписом 2010 року, у місті мешкала 2781 особа в 1219 домогосподарствах у складі 767 родин. Було 1385 помешкань
Расовий склад населення:
| - 97,0 % — білих - 0,8 % — азіатів - 0,5 % — корінних американців - 0,3 % — чорних або афроамериканців |

До двох чи більше рас належало 1,4 %. Частка іспаномовних становила 0,5 % від усіх жителів.
За віковим діапазоном населення розподілялося таким чином: 21,1 % — особи молодші 18 років, 60,8 % — особи у віці 18—64 років, 18,1 % — особи у віці 65 років та старші. Медіана віку мешканця становила 44,0 року. На 100 осіб жіночої статі у місті припадало 88,2 чоловіків;  на 100 жінок у віці від 18 років та старших — 82,0 чоловіків також старших 18 років.
Середній дохід на одне домашнє господарство  становив 52 776 доларів США (медіана — 46 993), а середній дохід на одну сім'ю — 61 472 долари (медіана — 56 582). Медіана доходів становила 42 367 доларів для чоловіків та 42 780 доларів для жінок. За межею бідності перебувало 23,4 % осіб, у тому числі 52,9 % дітей у віці до 18 років та 10,1 % осіб у віці 65 років та старших.
Цивільне працевлаштоване населення становило 1270 осіб. Основні галузі зайнятості: освіта, охорона здоров'я та соціальна допомога — 33,1 %, роздрібна торгівля — 15,7 %, виробництво — 9,8 %, публічна адміністрація — 9,2 %.